# Кафаро, Матьё
Матьё Кафаро́ (фр. Mathieu Cafaro; 25 марта 1997 года, Сен-Дульшар, Франция) — французский футболист, полузащитник клуба «Париж».

## Клубная карьера
Кафаро является воспитанником «Тулузы». С 2014 года — игрок второй команды. 16 мая 2015 года дебютировал за неё в поединке против «Ангулема». 10 сентября 2016 года дебютировал в Лиге 1 поединком против «Бастии», выйдя на замену на 66-й минуте вместо Жесси Пи.